# Falangen
Falangen var en konstpolitisk sammanslutning av svenska konstnärer, som första gången framträdde med en utställning på Liljevalchs konsthall i Stockholm hösten 1922. Sammanslutningen kom att dominera det svenska utställningslivet under 1920-talet.
Gruppens stomme utgjordes av 1909 års män, det vill säga den unga modernistiska genombrottsgeneration som gått i lära hos Henri Matisse. Dock omfattade sammanslutningen konstnärer som representerade många olika stilar som intim realism, naivism och expressionism men även klassicism.
Nästan alla konstnärer i Falangen ingick i konstutställningen Nordisk Konst på Göteborgs jubileumsutställning 1923. 1926 gick Falangen med i den skandinaviska sammanslutningen Unionalen, som bildats samma år, och kom sedermera att upplösas.
Följande 18 konstnärer var ledande i gruppen, men även andra tillhörde Falangen vid olika tillfällen:

- Leander Engström
- Arvid Fougstedt
- Nils Dardel
- Einar Jolin
- Otte Sköld
- Birger Simonsson
- Arthur Percy
- Carl Ryd
- Gideon Börje
- Hilding Linnqvist
- Vera Nilsson
- Sigfrid Ullman
- Torsten Palm
- Gunnar Svenson
- Axel Nilsson
- Frithjof Schüldt
- Eric Hallström
- Nils Möllerberg